# Albertkanaal
Het Albertkanaal (Frans: Canal Albert) is een kanaal in België dat sinds 1939 Luik verbindt met Antwerpen via steden zoals Genk, Hasselt, Geel en Herentals, en de Maas met de Schelde. In Vlaanderen beheert De Vlaamse Waterweg nv het kanaal, in Wallonië de Service public de Wallonie (SPW). Het kanaal ontleent zijn naam aan koning Albert I en loopt door drie provincies, namelijk Luik, Limburg en Antwerpen.
Het kanaal heeft in Vlaanderen een belangrijke rol voor de binnenscheepvaart én drinkwaterproductie.

## Algemeen
Het Albertkanaal begint aan de Haven van Luik, met op de linkeroever de Luikse voorstad Herstal en op de rechteroever het eilandje Monsin. Tot Ternaaien loopt het Albertkanaal parallel aan de Maas. Daar wendt het zich naar het westen, om Maastricht te omzeilen. Hierdoor moest het kanaal het Plateau van Caestert (Doorsteek van Caestert) en de Cannerberg doorsnijden. Ook het Kempens Plateau moest doorkruist worden (Briegden-Berenbroek). Op dit gedeelte ligt trouwens de waterscheidingslijn tussen de rivierbekkens van Maas en Schelde (Eigenbilzen). Het kanaal blijft op de westzijde van het Kempens Plateau, alvorens 30 m te dalen naar Hasselt. Daar komt het in vlak terrein en loopt het, in rechte lijnen en met een langzame afdaling, verder naar de Schelde.
Het Albertkanaal dient verschillende doelen:
- Transport: langs het volledige kanaal liggen haveninstallaties met aansluiting op de E313. De totale afstand kan afgelegd worden in 14 uur. Voor de opening van het Albertkanaal moest alle scheepvaart tussen Luik en Antwerpen via de Kempische kanalen geschieden, wat wegens vele sluizen en draaibruggen 12 dagen[2] duurde.
- Industriële watervoorziening: de voormalige elektriciteitscentrale van Langerlo trok koelwater uit het kanaal.
- Drinkwatervoorziening: in Oelegem wint Water-link uit het kanaalwater drinkwater voor de regio Antwerpen; voor Lier wordt ook geput uit het Netekanaal.
- Voeding van andere kanalen: een deel van het kanaalwater wordt in het Kanaal Briegden-Neerharen gestort, waarna het wordt doorgegeven om de overige Kempische kanalen van water te voorzien.
- Verdediging: samen met de Maginotlinie vormt het een obstakel voor aanvallen uit het oosten. Op de westoever werden talrijke bunkers en weerstandsnesten op gezichtsafstand van elkaar gebouwd, waaronder het fort Eben-Emael.

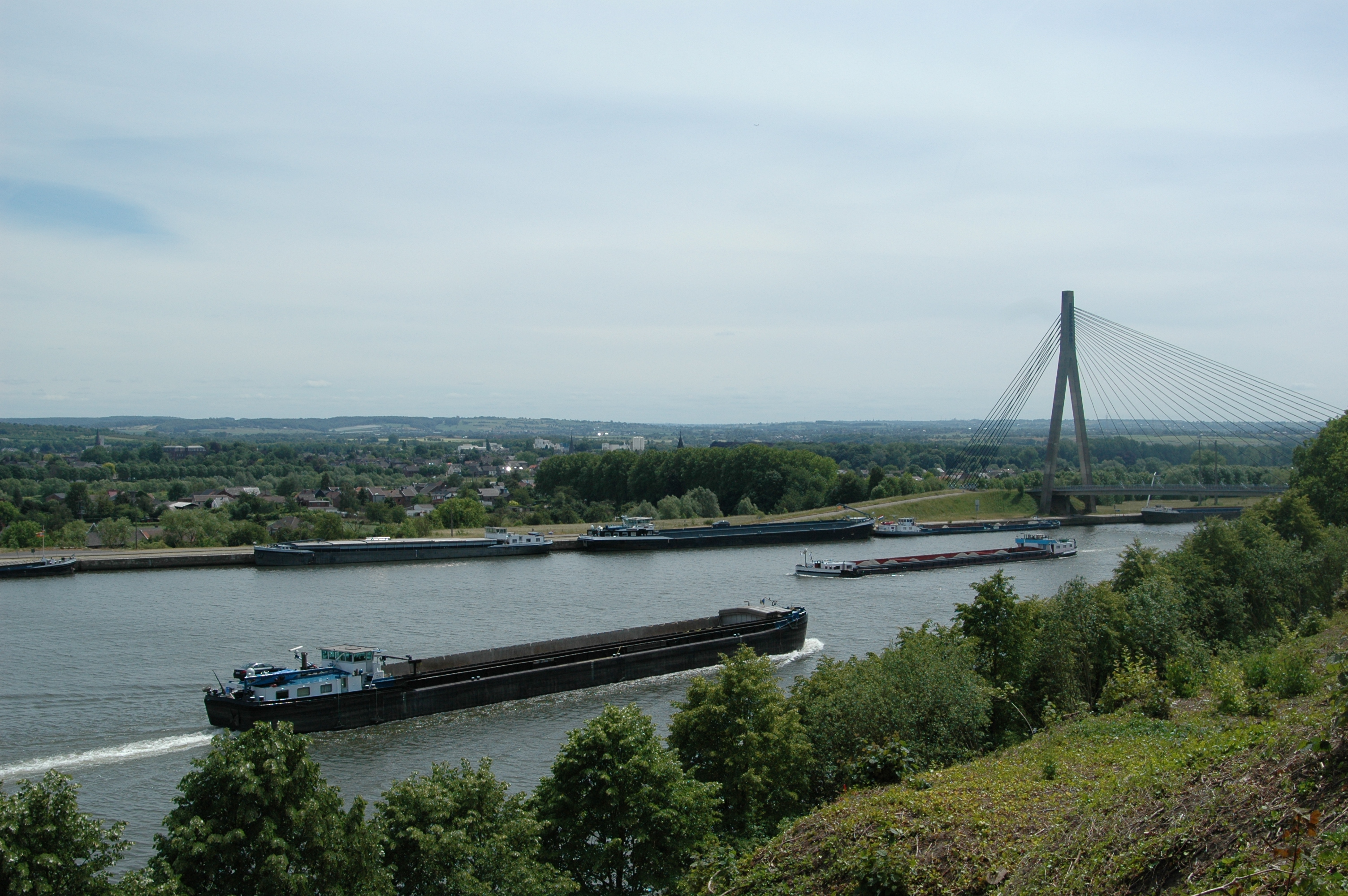
Albertkanaal met zicht op Ternaaien
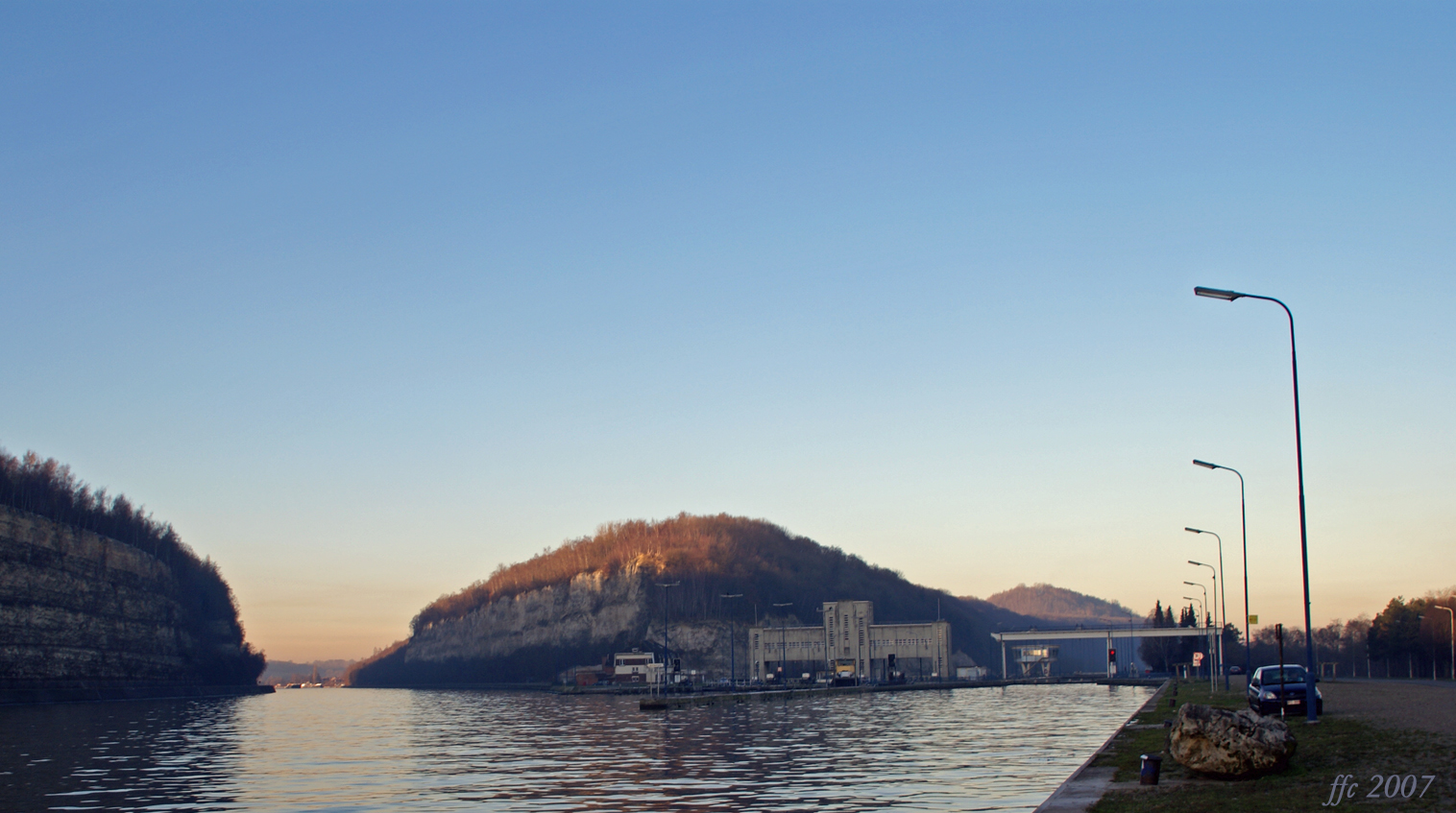
De "Doorsteek van Caestert" (±60 m diep) en de sluis van Klein-Ternaaien
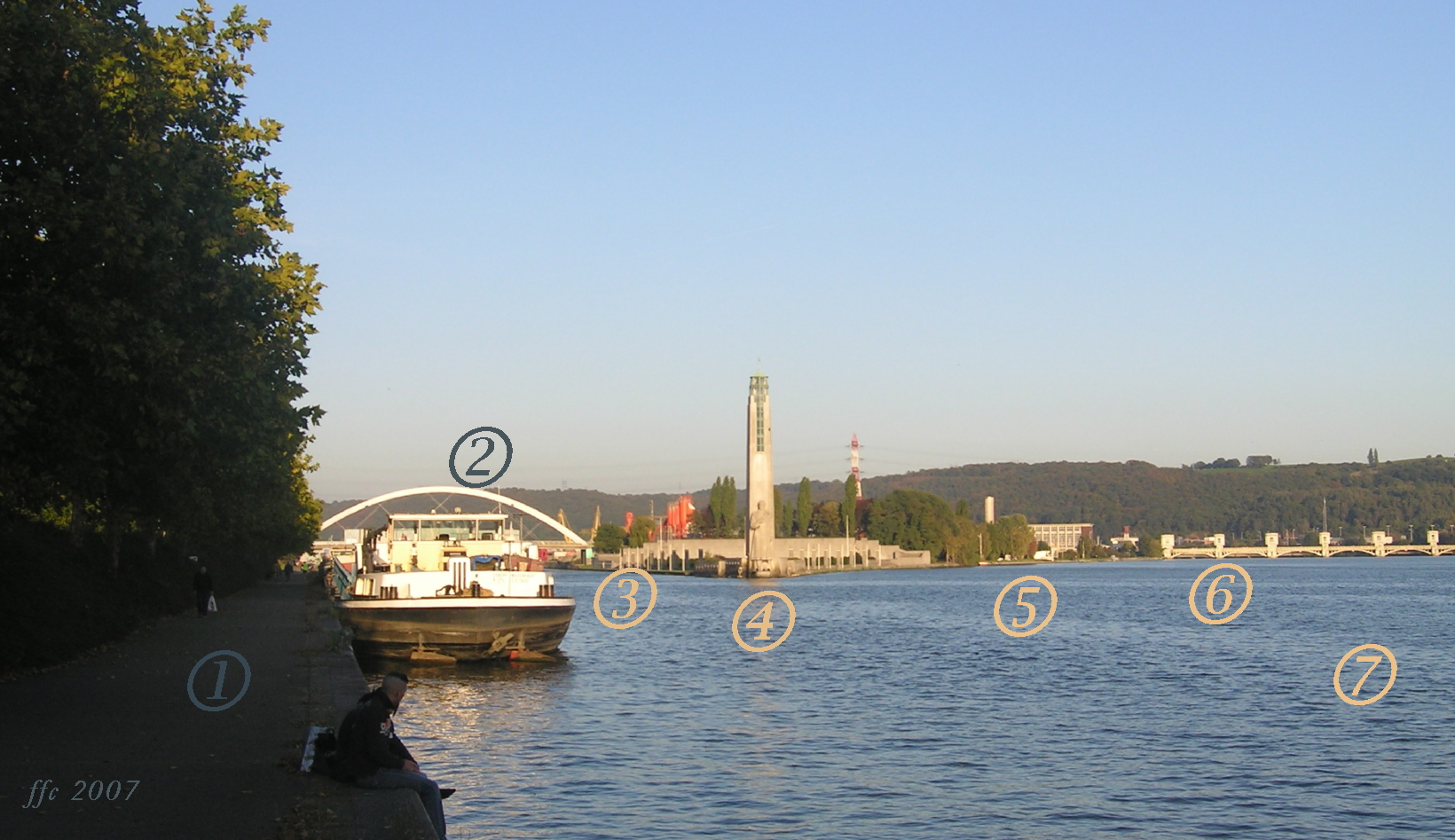
Beginpunt van het Albertkanaal te Luik
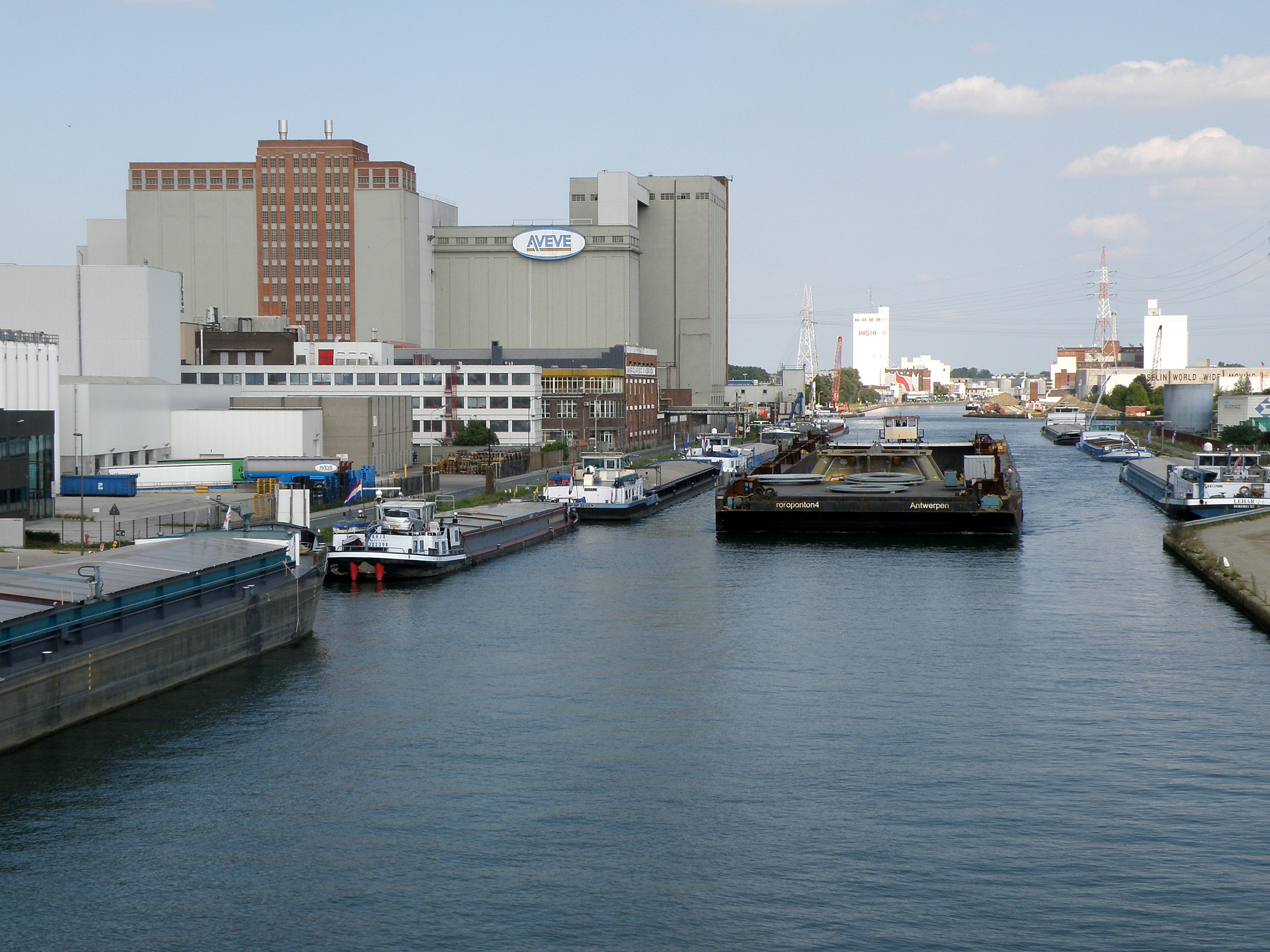
Albertkanaal in Merksem, nabij het eindpunt

## Geschiedenis

### Planning

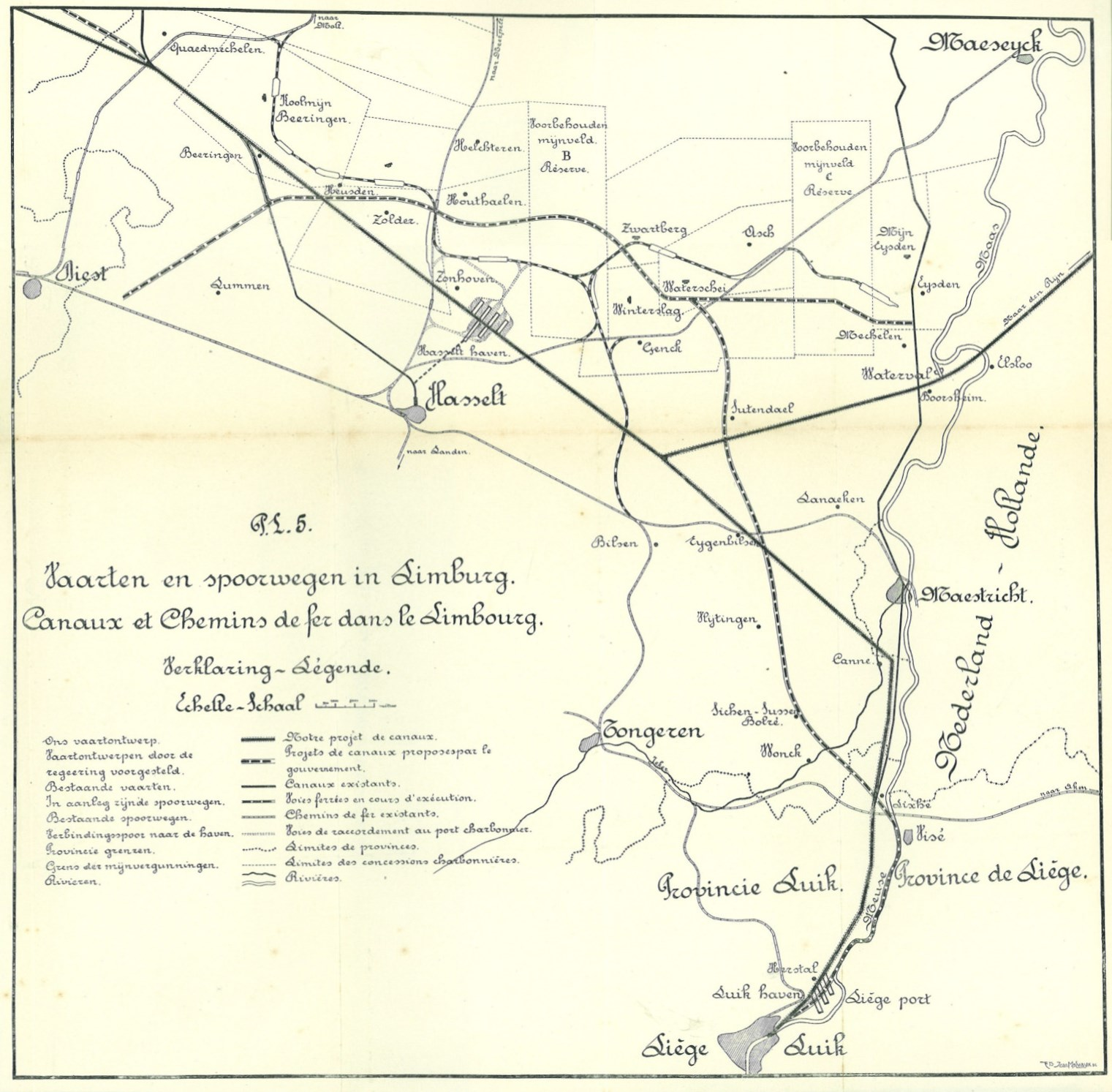
Kaart uit 1922 met de kanaalplannen van de regering en die van Van Caenegem

In 1920 besloot de Belgische regering verschillende kanaalprojecten te realiseren, waaronder een nieuwe waterweg tussen Luik en Antwerpen via:
- het "Kolenafvoerkanaal" of Canal charbonnier Eversel-Genk-Eisden
- een verbinding tussen het "Kolenafvoerkanaal" (bij Genk) en de Maas (bij Lieze)
- de Maas, die van Lieze tot Luik gekanaliseerd moest worden

Jules Van Caenegem verdedigde op 17 juni 1921 in de Kamer een alternatieve verbinding, die niet vlak langs de Kempense mijnzetels liep, maar wel andere voordelen bood: ze was korter, telde minder sluizen, werd zonder pompen gevoed en bleef veilig buiten de concessiezones. Desondanks begon men in 1923 het Kolenafvoerkanaal te graven, waardoor 't Kanaalke bij Zollikken (Zolder) ontstond. De werken werden al snel stilgelegd. De Commissie-Bouckaert moest alle plannen vergelijken.
In 1926 had deze commissie haar advies klaar, waarin het plan van Amédée Fontaine de voorkeur genoot. Belangrijke uitgangspunten voor Van Caenegems plannen waren behouden, maar de kosten waren lager dankzij het hergebruik van bestaande kanalen (Kanaal Luik-Maastricht, Aftakkingskanaal naar Hasselt, Kempische Vaart) en het mijden van het Haspengouws Plateau. Nieuwe kanaalstukken waren Coronmeuse-Herstal, Ternaaien-Hasselt en Kwaadmechelen-Grobbendonk.

### Aanleg

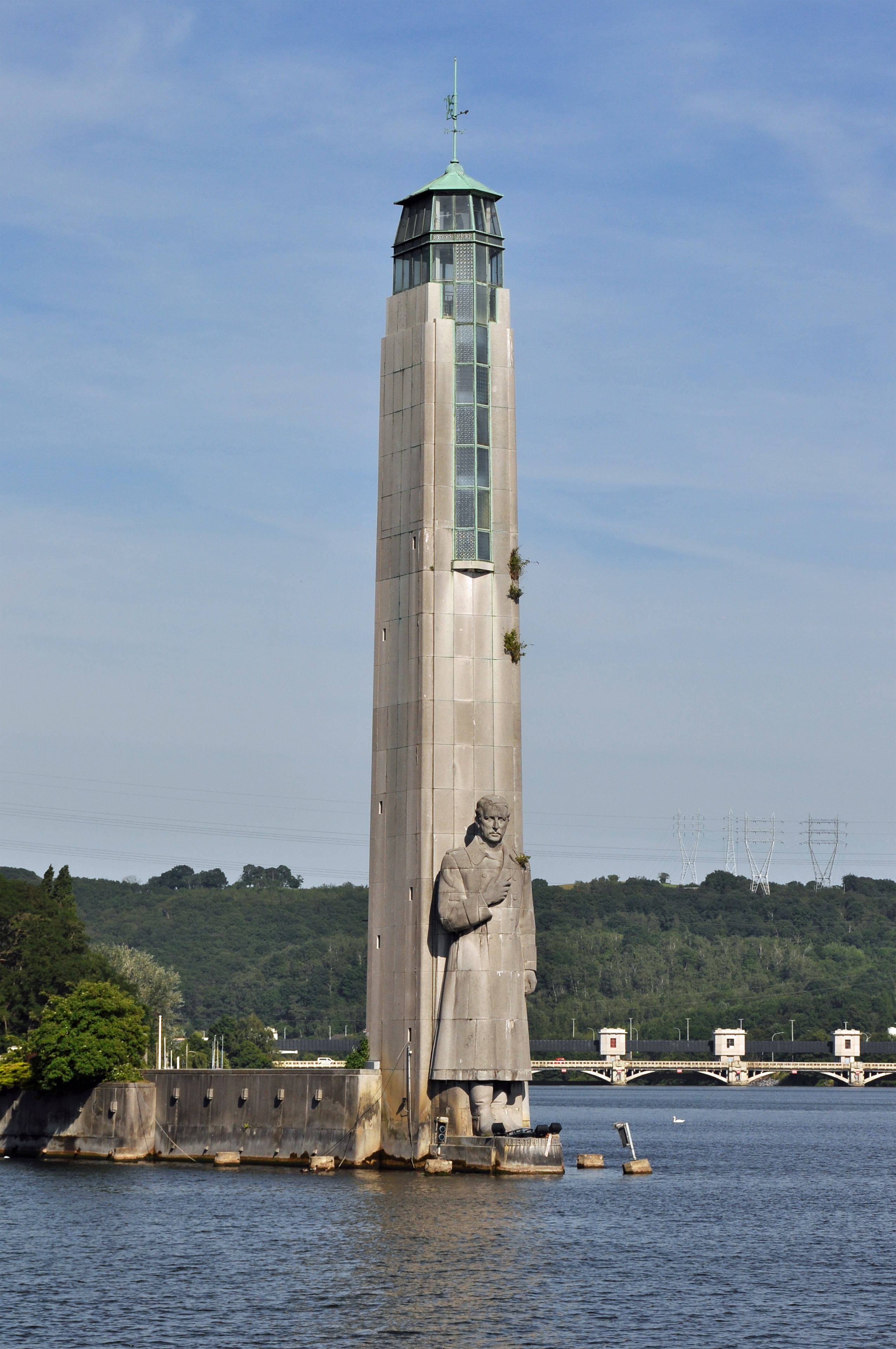
Monument met het standbeeld van koning Albert I aan het begin van het kanaal in Luik

Het kanaal werd met handkracht, kranen en graafmachines gegraven tussen 1930 en 1939. Tijdens de viering van het 100-jarige bestaan van België gaf koning Albert I op 31 mei 1930 symbolisch de eerste spadesteek voor het kanaal dat zijn naam zou dragen. Het Duitse bouwbedrijf Hochtief stond tussen 1930 en 1934 voor de aanleg in, maar het waren Belgische bedrijven die de werkzaamheden aan het kanaal voltooiden in 1939.
Het kanaal was aangepast aan de grootste binnenschepen van die tijd, dankzij een tonnenmaat van 2.000 en een breedte van 50 m. Koning Leopold III en koningin Elisabeth openden het kanaal op 30 juli 1939 tijdens het Saison Internationale de l'Eau te Luik. Hierbij werd het standbeeld van de overleden Albert I onthuld, dat de ingang van het kanaal beheerst.
De festiviteiten moesten maanden duren, maar werden in september vroegtijdig afgebroken vanwege het uitbreken van de Tweede Wereldoorlog. Het kanaal was een belangrijke verdedigingslinie voor het Belgische leger om niet alleen België, maar ook Noord-Frankrijk onder controle te houden. Om de Duitse invasie te stuiten werden vrijwel alle bruggen over het Albertkanaal opgeblazen. De inname van fort Eben-Emael op 11 mei 1940 en het daaropvolgende oversteken van het kanaal waren een belangrijke stap in de Duitse verovering van België. Het Duitse leger kon ook snel doorstoten door het intact blijven van twee bruggen over het Albertkanaal. Deze doorbraak was van strategisch belang voor de Duitse veroveraar. In september 1944 bouwde de 2e Canadese Infanteriedivisie een brug over het Albertkanaal om de bevrijding van Noord-België te voltooien en de aanval op het Duitse leger in Nederland te beginnen. De Canadezen waren de eerste bevrijders die het kanaal overstaken. Later zouden ook de Britten het Albertkanaal oversteken.
De herstellingen aan de bruggen werden in 1946 afgerond en vanaf dan kon het kanaal in gebruik genomen worden. De brug tussen Eisterlee en Nederviersel werd niet herbouwd: hier werd een tijdlang een pont ingezet.  Hetzelfde lot was de brug tussen Meerhout en Laakdal beschoren. Ook hier werd jarenlang een pont ingezet. Het bedienen van deze ponten was een risicovolle bezigheid. Af en toe raakte een vrachtschip de pontkabel als die niet tijdig volledig neergelaten was.

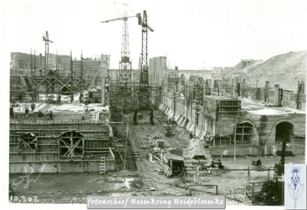
Bouw van de sluizen in Langerlo
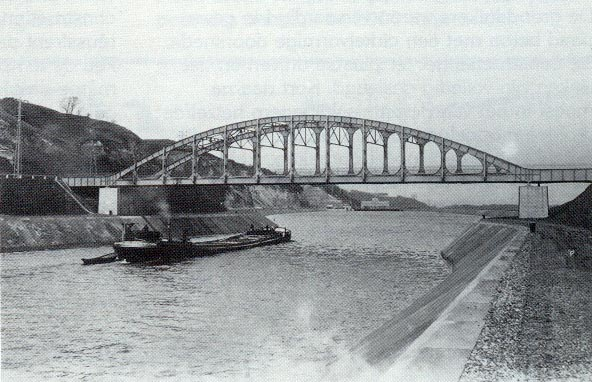
Het oorspronkelijke kanaal bij Ternaaien, 1935
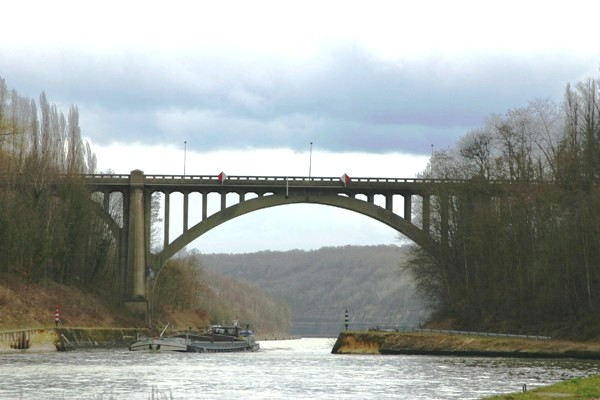
De oorspronkelijke (1935-2009) brug van Vroenhoven

### Eerste modernisering
Aanvankelijk ging men uit van een trafiek van 15 miljoen ton. Dit volume werd door de naoorlogse economische boom al bereikt omstreeks 1955; in 1969 werd het recordcijfer van 40 miljoen ton bereikt. Bovendien werden de scheepsmotoren sterker, maar zouden de kanaaloevers bij vaarsnelheden boven 6 km/u beschadigd raken.
Om het hoofd te bieden aan deze groei werd in 1968 besloten het kanaal te moderniseren. Het werd verbreed tot 100 m (behalve onder de bruggen) en de nieuwe randen werden versterkt. Om duwvaart (4 barges ofwel 9.000 ton) mogelijk te maken kreeg elk sluizencomplex een duwvaartsluis. In 1994 werd de duwvaartsluis in Wijnegem als laatste ingehuldigd. Met de modernisering in de jaren 1970 werd het Albertkanaal ook uitgebreid ter hoogte van de Cannerberg bij Kanne, waarbij het gangenstelsel van de Groeve De Keel werd aangesneden en een deel van Groeve Mathus werd afgegraven voor de verbreding.

### Kanaal Oelegem-Zandvliet

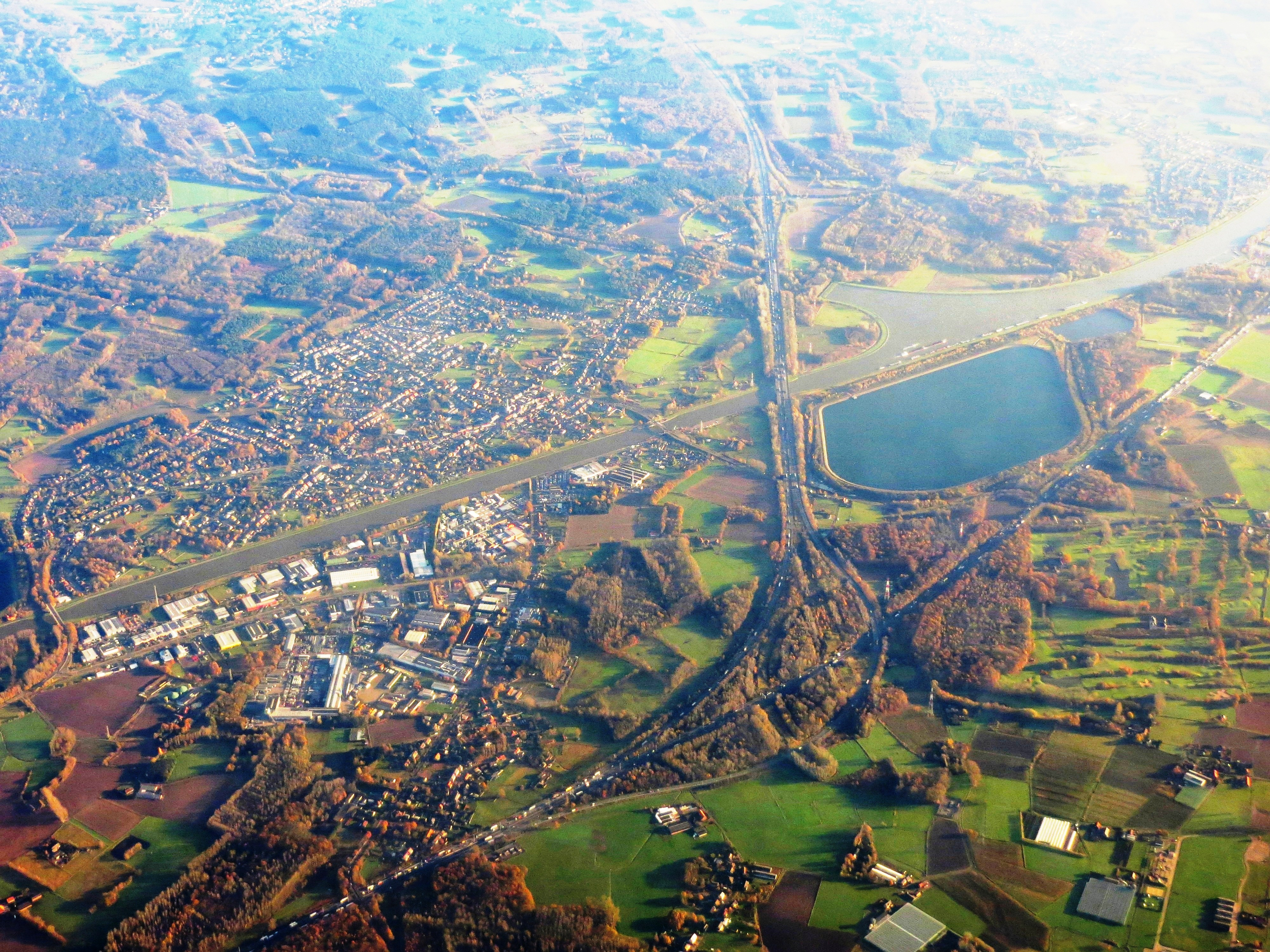
Oelegem, met rechtsboven het begin van het kanaal naar Zandvliet

Vanaf 1958 leek een rechtstreekse verbinding tussen het Albertkanaal en het noordelijke deel van de haven van Antwerpen wenselijk, omwille van de "flessenhals van Wijnegem", de toenemende drukte rond de zuidelijke sluizen en de voorziene havenuitbreiding in het noorden. Plaatselijke besturen uitten zich tegen een voorgestelde verbinding Schoten-Churchilldok. Daarom werd het tracé verschoven naar de Antitankgracht. Het "Kanaal Oelegem-Zandvliet", veelal "het Duwvaartkanaal" genoemd, kreeg in 1968 de goedkeuring van de regering.
Op enkele plaatsen werden de werken aangevat, zoals in Oelegem en Brasschaat (de "E10-plas"). Het project werd echter stilgelegd in 1975 ten gevolge van protest van milieuactivisten en gemeentebesturen. In oktober 2000 besloot de Vlaamse regering de reservatiezone op te heffen, met de motivatie dat een verbreding van de "flessenhals van Wijnegem" zou volstaan. In 2003 volgde een openbaar onderzoek en uiteindelijk het ruimtelijk uitvoeringsplan (RUP) "Het opheffen van de (alternatieve) reservatie- en erfdienstbaarheden voor het Duwvaartkanaal Oelegem–Zandvliet".

### Tweede modernisering (2005-2024)

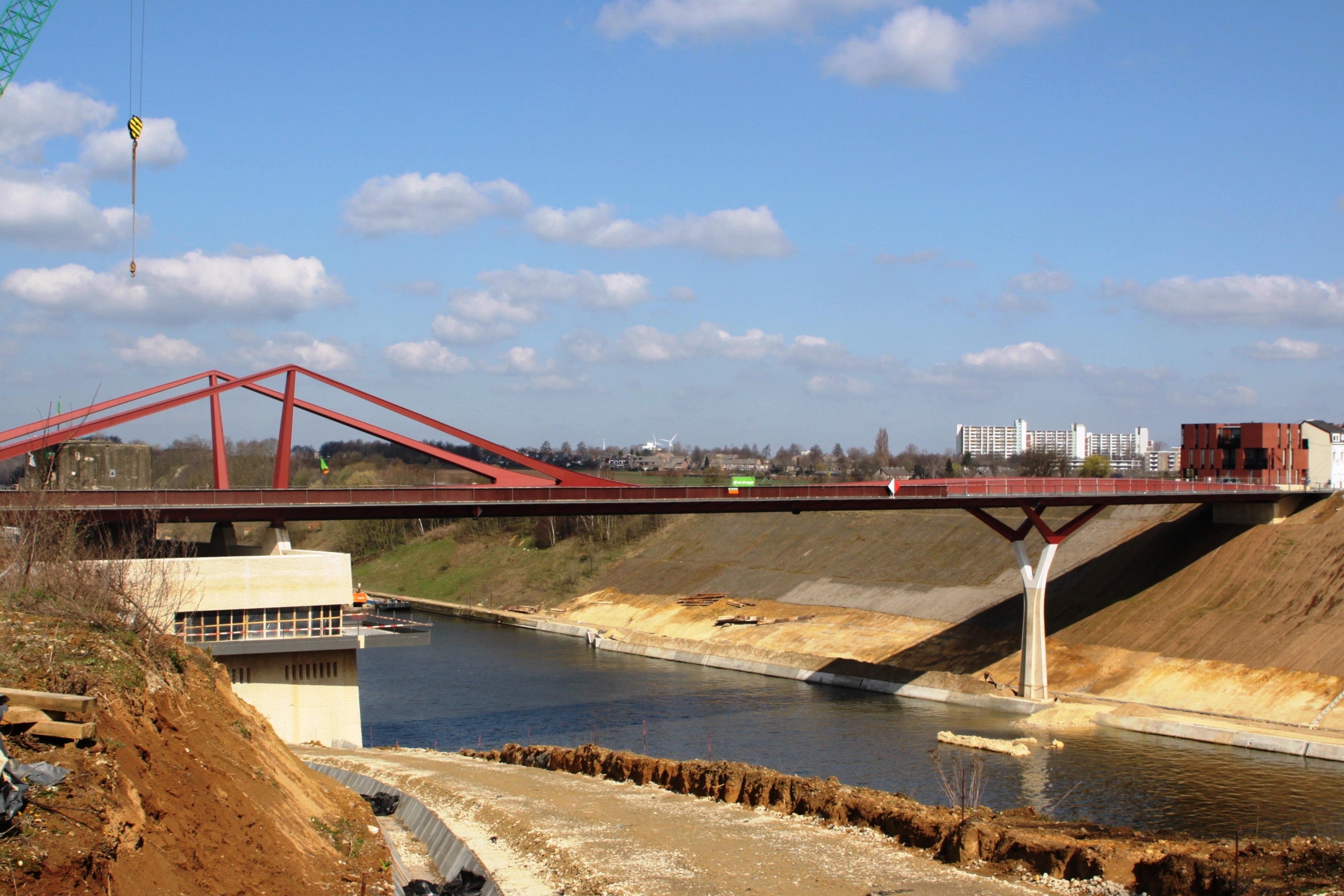
De brug van Vroenhoven na de werken (2011): de oude brug is verdwenen, het stukje kanaal eronder is verbreed

Omstreeks 1990 voerden zeeschepen steeds meer goederen in containers aan. Om deze laadkisten verder landinwaarts te kunnen vervoeren moest het kanaal opnieuw verbreed worden. De beslissing hierover werd door de Vlaamse regering op 23 april 2005 genomen. Ze creëerde bovendien het Economisch Netwerk Albertkanaal (ENA) om alle infrastructuurwerken en verkavelingen rond het Albertkanaal te coördineren.
Hogere stapeling van containers op binnenschepen vereist bovendien meer ruimte onder de bruggen. Streefdoel was een doorvaarthoogte van 9,10 m, geschikt voor vier lagen containers, wat uiteindelijk in januari 2024 bereikt werd. In de periode 2005-2014 verhoogde nv De Scheepvaart een tiental bruggen over het Vlaamse deel van het kanaal; in 2014 ging de tweede fase van start. Daarin moesten 25 bruggen vervangen worden; 15 andere bruggen konden verhoogd worden. Tevens werd ook de breedte van het kanaal overal op 85 m gebracht, waardoor schepen elkaar zonder probleem kunnen kruisen. De oudere bruggen stonden vaak met landhoofden in het kanaal, waardoor vooral grotere schepen geen constante vaarsnelheid konden aanhouden.

## Infrastructuur

### Industrie
De locatie aan een waterweg én een autosnelweg maakt de ligging langs het Albertkanaal vanuit logistiek oogpunt interessant. In 2010 werd daarom het concept "Alberthaven" ontwikkeld: een binnenhaven langs de gehele lengte van het kanaal. Heden liggen er al belangrijke industriegebieden op beide oevers van het kanaal, waaronder:
- Herentals Industrie ("Klein-Gent")
- Geel-Punt-Oevel
- Ravenshout
- Genk-Zuid, Haven Genk

In Wezet ligt de cementfabriek CBR Lixhe aan het kanaal.

### Sluizen
Tussen Luik en Antwerpen bestaat een verval van 56 meter. Om dit hoogteverschil te overbruggen werden zes dubbele sluizen gebouwd, elk met afmetingen van 136 m bij 16 m. Later kreeg elk sluizencomplex ook een duwvaartsluis (196 m × 24 m). In Wijnegem wordt een tweede duwvaartsluis gepland (230 m x 24 m). Alle sluizen worden sinds voorjaar 2025 op afstand vanuit de de afstandsbedieningscentrale in Hasselt bediend.
- Genk: 10,10 m verval
- Diepenbeek: 10,10 m verval
- Hasselt: 10,10 m verval
- Kwaadmechelen: 10 m verval
- Olen: 10 m verval
- Wijnegem: 5,70 m verval

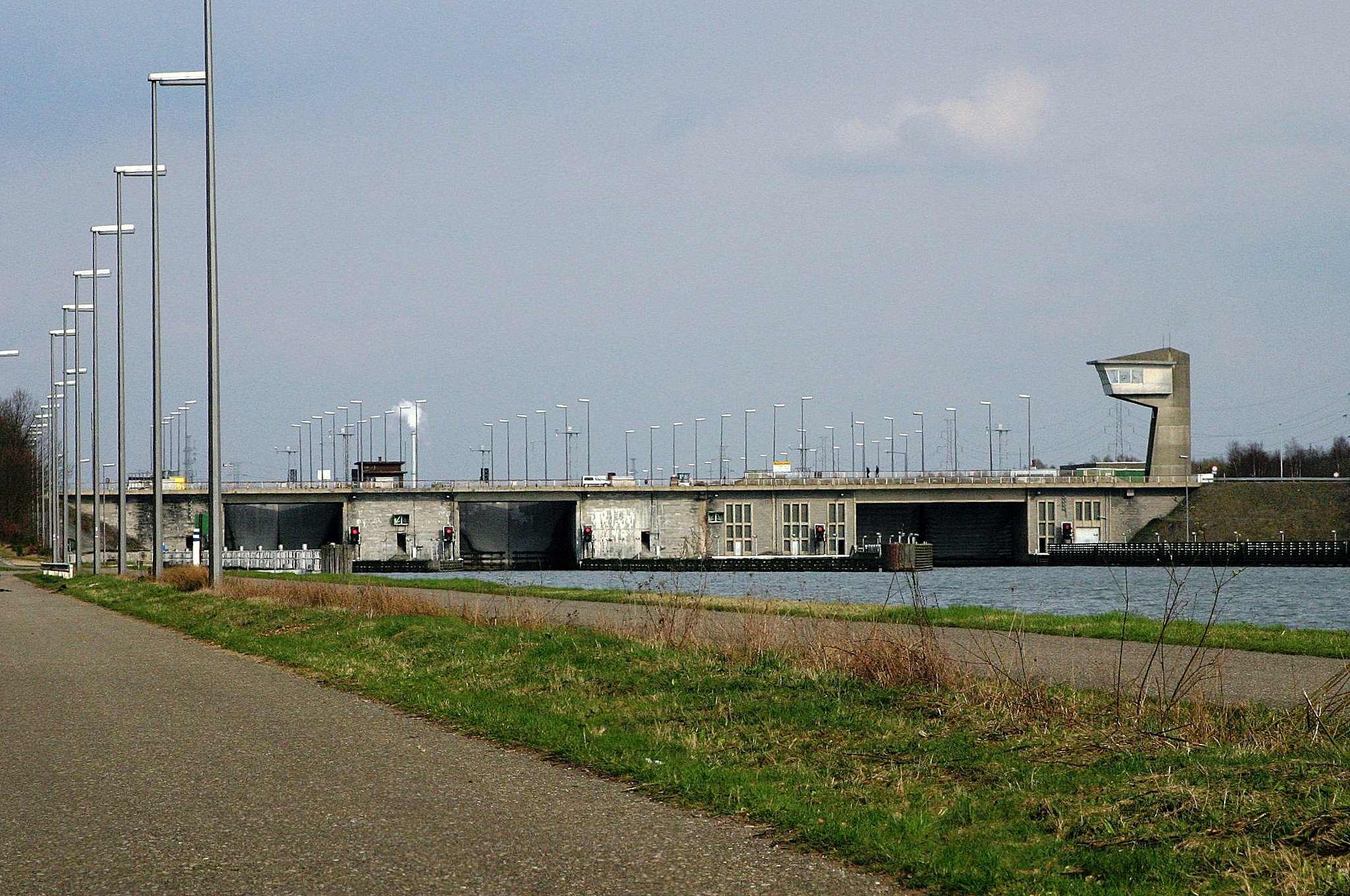
Sluizencomplex van Diepenbeek
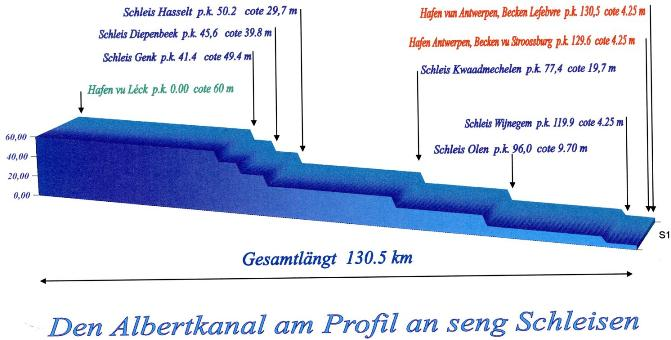
Lengteprofiel van het Albertkanaal
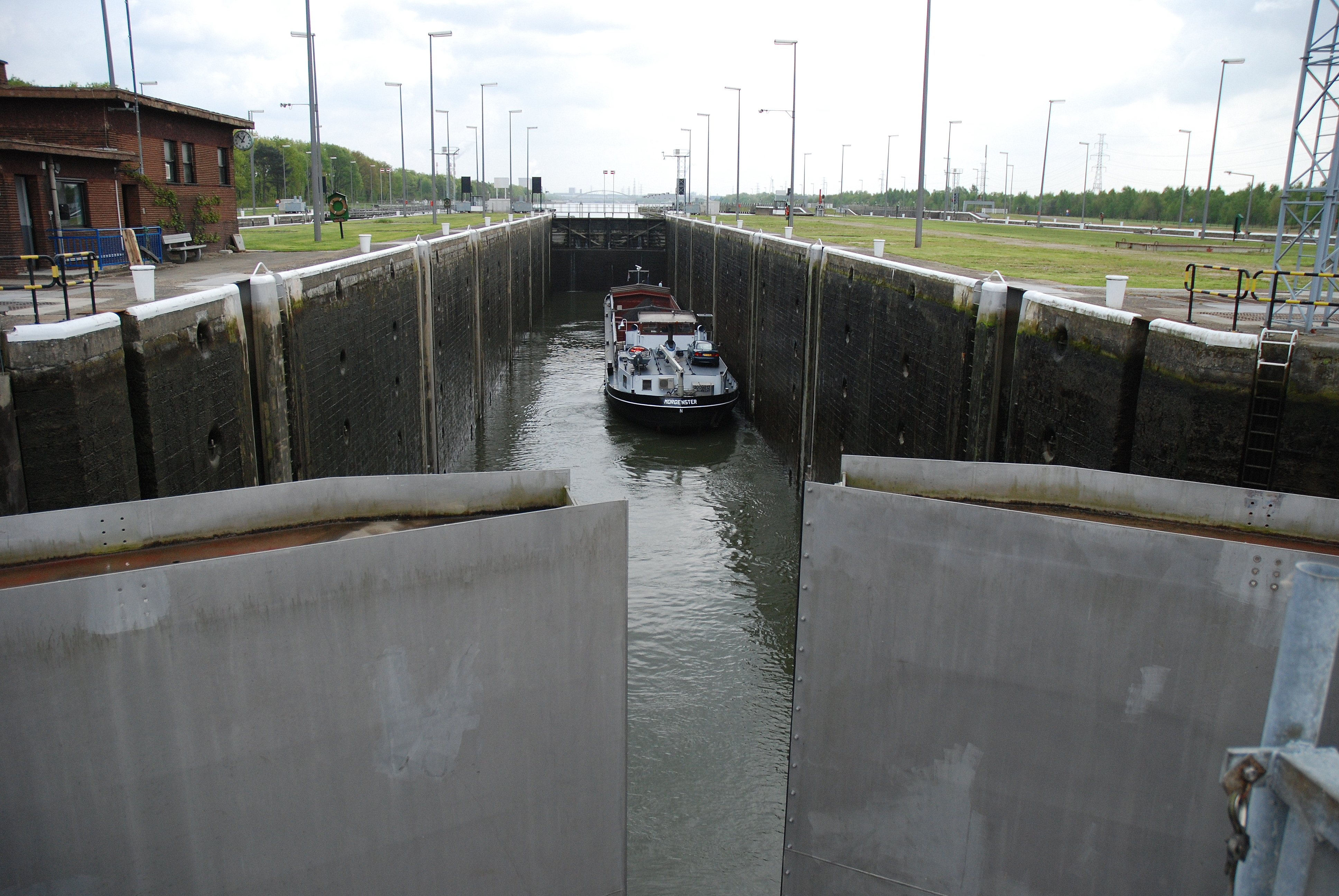
Sluis in Godsheide

### Bruggen
Voor een overzicht van alle bruggen over het Albertkanaal:

### Drinkwater
Het kanaal is al sinds de jaren 1950 belangrijk voor de productie van drinkwater: in 2019 haalde Vlaanderen 40% van al zijn drinkwater uit het kanaal: 156 miljoen kubieke meter per jaar.

### Trafiek
Totaal aantal goederen (in ton) dat jaarlijks een km over het kanaal aflegde:
- 1977: 1,4 mia. tonkm
- 2000: 2,6 mia.
- 2005: 2,7 mia.
- 2010: 2,7 mia.
- 2015: 2,3 mia.

### Verbinding met andere kanalen
- Verbindingskanalen naar de Maas
  - Kanaal van Monsin in Luik
  - Kanaal van Haccourt naar Wezet in Wezet
  - Kanaal van Ternaaien in Klein-Ternaaien
  - (nooit aangelegd) Cabergkanaal
- Verbindingen met de andere Kempische kanalen
  - Kanaal Briegden-Neerharen in Briegden
  - Kanaal Dessel-Kwaadmechelen in Kwaadmechelen
  - Kanaal Bocholt-Herentals in Herentals
  - Netekanaal in Viersel
  - (nooit aangelegd) Kanaal Oelegem-Zandvliet
  - Kanaal Dessel-Turnhout-Schoten in Schoten

## Sport
Verschillende watersportverenigingen gebruiken het Albertkanaal voor recreatie en wedstrijden. Het kanaal is ook een trekpleister voor wielertoeristen, voornamelijk in de provincie Limburg waar aan weerszijden van het kanaal fietspaden en fietssnelwegen aangelegd zijn. Snelweg F5 verbindt Antwerpen met Hasselt. Snelweg F72 verbindt Hasselt met Maastricht.